# Dryopteris acrophorus
Dryopteris acrophorus är en träjonväxtart som beskrevs av Li Bing Zhang. Dryopteris acrophorus ingår i släktet Dryopteris och familjen Dryopteridaceae. Inga underarter finns listade i Catalogue of Life.